# Globigerinopsis
Globigerinopsis es un género de foraminífero planctónico de la familia Pulleniatinidae, de la superfamilia Globorotalioidea, del suborden Globigerinina y del Orden Globigerinida. Su especie tipo es Globigerinopsis aguasayensis. Su rango cronoestratigráfico abarca desde el Langhiense hasta el Serravalliense (Mioceno medio).

## Descripción
Globigerinopsis incluía especies con conchas globigeriniformes a oviformes, inicialmente trocoespiraladas y finalmente estreptoespiraladas, con tendencia a hacer planiespiraladas; sus cámaras eran globulares fuertemente abrazadoras, creciendo en tamaño de manera rápida; sus suturas intercamerales eran curvas y ligeramente incididas; su contorno ecuatorial era redondeado a subcuadrado, y ligeramente lobulado; su periferia era ampliamente redondeada; su ombligo era moderadamente profundo y abierto; su abertura principal era interiomarginal, espiroumbilical, con forma de arco bajo, amplio y alargado; presentaban pared calcítica hialina, finamente perforada, y superficie lisa o finamente punteada.

## Discusión
Clasificaciones posteriores han incluido Globigerinopsis en la superfamilia Globigerinoidea.

## Paleoecología
Globigerinopsis, como Pulleniatina, incluye foraminíferos con un modo de vida planctónico, de distribución latitudinal cosmopolita, preferentemente tropical-subtropical, y habitantes pelágicos de aguas profundas (medio mesopelágico inferior a batipelágico superior).

## Clasificación
Globigerinopsis incluye a las siguientes especie y subespecies:
- Globigerinopsis aguasayensis
  - Globigerinopsis aguasayensis moderiapertura

Otras especies consideradas en Globigerinopsis son:
- Globigerinopsis grilli
- Globigerinopsis guhai